# Polygonum littorale
Polygonum littorale là một loài thực vật có hoa trong họ Rau răm. Loài này được (Greene) Fedde miêu tả khoa học đầu tiên năm 1905.